# بن رع
كان بن رع مسؤولًا مصريًا قديمًا في الإمبراطورية المصرية، وتولى منصبه في عهد الملكة حتشبسوت الحاكمة (حوالي 1508–1458 قبل الميلاد). كان بن رع ابن الملك في كوش. بسبب ألقابه العالية، كان من أهم المسؤولين في الديوان الملكي الحاكم في المقاطعات المصرية في النوبة.
لم يكن بن رع يعرف إلا القليل حتى تم حفر قبره في طيبة مؤخرًا بواسطة بعثة مجرية. على الأواني الكانوبية الموجودة في القبر تحمل ألقاب ابن الملك الأول والمشرف على الدول الأجنبية الجنوبية. وإلا فهو معروف أيضًا من عدة أجزاء تماثيل. كان والده يُدعى سيخرو، الذي حمل أيضًا لقب ابن الملك. كان بن رع في منصبه بين العام الثاني من حكم حتشبسوت، عندما كان سيني معينًا لا يزال في منصبه، والعام 18، عندما كان إنبني مُثبتًا في ذلك المنصب. لم يتم تأريخ أي من آثاره، ولكن يجب أن يكون أحد تماثيله التي تم العثور عليها في النوبة قد تم تثبيته قبل عهد تحتمس الثالث وحده. دفنه عبارة عن قبر رمح، لم يبق منه سوى القليل من مصلى القبر، التي كانت مصنوعة من الطوب اللبن. كان عمق المنجم أكثر من 11 مترا. تم العثور في حجرة الدفن أسفل العمود على بقايا بشرية لثلاثة بالغين وطفلين. نجت عدة أشياء من معدات الدفن. يذكرون أسماء سن نفر وسيامون وبن رع. كانت شظايا الجرار الكانوبية الأربعة لا تزال تحمل اسم بن رع وألقابه. تشمل العناصر الموجودة في القبر العناصر الجنائزية المعدة خصيصًا، وأشياء الحياة اليومية، والمعدات المهنية وحاويات المؤن.